# 이글라 (영화)
《이글라》(러시아어: Игла)는 1988년에 카자흐필름 스튜디오에서 제작하고, 라시드 누그마노프가 감독한 소련의 영화이다. 소련의 록 밴드인 키노의 리더이자, 보컬인 빅토르 초이가 주연을 맡은 것으로 유명한 영화이며, 소련 역사상 가장 많은, 1500만명 정도의 관객을 동원한 것으로도 유명하다. 영화의 제목인 '이글라'는 러시아어로 '바늘'을 뜻하는 데, 정확하게는 마약을 주사할 때 사용하는 바늘을 의미한다.

## 줄거리
모로는 옛 여자친구인 디나를 만나러 가는 도중에 친구들에게 연락해보지만 아무도 반기지 않는다. 친구인 스파르타크는 모로를 보자 몸을 숨기고, 여자친구였던 디나 역시 냉담하기만 하다. 모로는 디나의 집에서 묵게 되고 그녀가 아직 마약에서 벗어나지 못했음을 안다. 아직 디나를 사랑하는 모로는 그녀가 마약에서 손을 끊도록 하려고 노력하지만 번번이 허사가 되고 만다. 디나와 함께 먼 여행길을 떠난 모로는 조금이나마 안락한 기분에 젖는다. 어느 날 디나가 말없이 사라지고 며칠 뒤 다시 돌아온 그녀의 손엔 마약이 쥐어져 있다. 마약을 판매하는 레드 마피아와 사이가 어긋난 모로는 정면대결을 벌이게 되고 치열한 접전이 시작된다.

## 등장인물
- 빅토르 초이 : 모로
- 알렉산드르 바시로프 : 스파르타크
- 마리나 스미르노바 : 디나
- 표트르 마모노프 : 박사